# Stephen W. Burns
Stephan W. Burns (Elkins Park, 15 novembre 1954 – Santa Barbara, 22 febbraio 1990) è stato un attore statunitense.
Ha esordito al cinema, nel 1980 con il film Herbie sbarca in Messico.
Ha poi avuto altri ruoli, soprattutto televisivi.
A seguito di un incidente d'auto in cui era stato coinvolto nel 1984, Burns ricevette d'urgenza una trasfusione di sangue, poi rivelatosi infetto, che lo porto a contrarre l'AIDS. Morì nel 1990 all'età di 35 anni.

## Filmografia parziale

### Cinema
- Herbie sbarca in Messico (Herbie Goes Bananas), regia di Vincent McEveety (1980)

### Televisione
- 240-Robert - serie TV, episodi 2x01-2x02-2x03 (1981)